# IRAS 18059-3211
IRAS 18059-3211或いはゴメスのハンバーガー（Gomez's Hamburger、GoHam）は、原始惑星系円盤に取り囲まれた若い恒星である。星周円盤をほぼ真横から眺めることで、円盤の中央に光が遮られる暗黒帯が形成され、その両側は星周物質による反射星雲が広がることで、「ハンバーガー」に例えられる特徴的な外観を生み出している。

## 発見
IRAS 18059-3211は、1985年5月、チリにあるセロ・トロロ汎米天文台の1.5m望遠鏡で、銀河バルジ方向のこと座RR型変光星を捜索するための撮像観測を行っていた際に、撮影した写真乾板に写っていたことで発見された。撮影を行った同天文台のアルトゥーロ・ゴメス（Arturo Gómez）の名前と、暗黒帯によって2つの平べったい星雲状天体に二分されている姿が、さながらハンバーガーのバンズであったことから、「ゴメスのハンバーガー」とあだ名された。

## 分類
発見された当初IRAS 18059-3211は、M 1-92や赤い長方形星雲との類似から、漸近巨星枝星から惑星状星雲へ進化する途中の天体（原始惑星状星雲）と考えられ、スペクトルから中心にある恒星はA型巨星と予測され、天体までの距離もおよそ9,500光年と見積もられた。
しかしその後、サブミリ波干渉計を用いてミリ波の一酸化炭素輝線により星雲の運動を調べた結果、ケプラー回転であることが明らかとなった。そして、回転速度から推定される中心天体の質量は、太陽の数倍で、原始惑星状星雲の中心星の典型的な値とはかけ離れている上、太陽に数倍する質量を持つA型巨星としては、ありえない低光度であったことから、IRAS 18059-3211は原始惑星状星雲ではなく、原始惑星系円盤に囲まれた若い恒星であると結論付けられた。

## 特徴

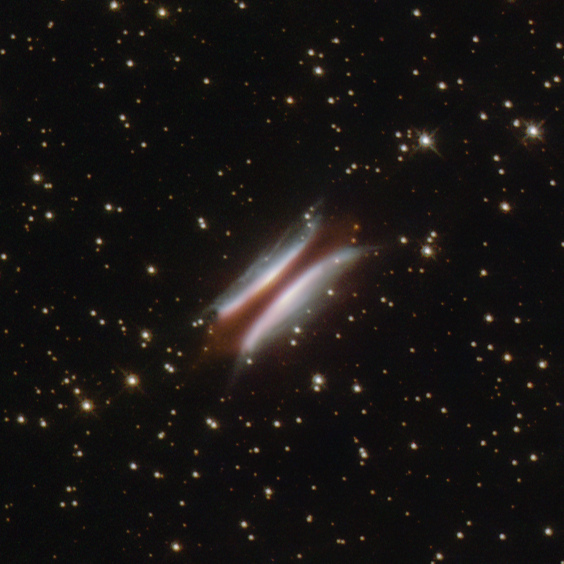
近赤外線のデータを追加し「パテ」を可視化した「ゴメスのハンバーガー」

IRAS 18059-3211の中心にある恒星は、質量が太陽の2倍程度のA型星と推定される。IRAS 18059-3211までの距離は、大体700から1,000光年と見積もられている。その周囲に、ほぼ真横からみた（エッジオン）原始惑星系円盤が広がっている。光学的に厚い円盤により光が遮られることで、中央の暗黒帯が生じ、「ハンバーガー」のような外観を作り出す。暗黒帯の両側には、星周塵によって中心星の光が散乱された星雲が伸びている。
IRAS 18059-3211の原始惑星系円盤は、そこに含まれるガスと塵の質量比をどう仮定するかで見積もりが変わってくるが、概ね太陽の1%程度から3割程度の質量をもつ、塵の豊富な円盤である。円盤は、半径1,500au程度まで広がっているとみられ、塵の温度は中心星に近い辺りでおよそ65K、最も低温の領域ではおよそ20Kと予想される。
| 名称 （恒星に近い順） | 質量      | 軌道長半径 （天文単位） | 公転周期 (日) | 軌道離心率 | 軌道傾斜角 | 半径 |
| --------------------- | --------- | ----------------------- | ------------- | ---------- | ---------- | ---- |
| 原始惑星系円盤        | ∼1,500 au | ∼1,500 au               | ∼1,500 au     | ∼1,500 au  | ∼86°       | —    |

中心からみて南側の星雲には、系の中心から1.3秒程離れた位置に、一酸化炭素と芳香族炭化水素による中間赤外線の局所的な放射過剰がみつかっている。この領域（GoHam b）は、密度が過大なガスの塊と考えられ、半径はおよそ150au、質量は木星の8割程度から11倍程度の範囲にあるものと見積もられており、若い原始惑星候補の一つとされている。